# Мунго на Дърел
Мунго на Дърел (Salanoia durrelli) е малък, червеникаво-кафяв бозайник от семейство Мадагаскарски мангустоподобни, местен за остров Мадагаскар. 
Открит през 2004 г., той живее само във влажните биоразнообразни зони на езерото Алаотра. Видът е родствен със саланото (Salanoia concolor), като двата вида образуват род Salanoia. Те са генетично сходни, но морфологично различни, като мунгото на Дърел е описан като нов вид едва през 2010 г.

## Описание
Малък, червеникаво-кафяв хищник, мунгото на Дърел се характеризира с широки крака с изпъкнали лапи, червеникаво-кафява долна част и широки, здрави зъби. В единствените два претеглени екземпляра телесната маса е 600 и 675 g. Това е блатно животно, което може да се храни с ракообразни и мекотели.
Районът на езерото Алаотра е застрашена екосистема и мунгото на Дърел също може да бъде застрашен от конкуренция с въведени видове .